# Schizonycha rubricollis
Schizonycha rubricollis är en skalbaggsart som beskrevs av Moser 1919. Schizonycha rubricollis ingår i släktet Schizonycha och familjen Melolonthidae. Inga underarter finns listade i Catalogue of Life.